# Фахреттін Керім Гьокай
Фахреттін Керім Гьокай (тур. Fahrettin Kerim Gökay; 9 січня 1900 — 22 липня 1987) — турецький політик, державний службовець, ординарний професор і лікар. Він обіймав посаду міністра уряду, а також добре відомий своєю багаторічною посадою губернатора Стамбула.

## Ранні роки
Він народився 9 січня 1900 року в Ескішехірі. Його батьком був Хаджі Керім Ефенді, кримський татарин з Керчі, а матір'ю — Хаджі Азізе Ханим, донька кримськотатарської іммігрантки з Добруджі. Після закінчення початкової школи у своєму рідному місті він навчався у старшій школі в Стамбулі.
Гьокай здобув освіту на медичному факультеті Стамбульського університету, який закінчив у 1922 році як лікар. Між 1922 і 1924 роками, він проводив дослідження в університетах Мюнхена та Гамбурга в Німеччині, а також у Віденському університеті, Австрія, спеціалізуючись на нейропатії.
У 1926 році Гьокай став доцентом, у 1933 році професором, а потім у 1942 році ординарним професором. Він також обіймав посаду президента Турецького Червоного Півмісяця.

## Державний службовець
24 жовтня 1949 року його було призначено губернатором і мером Стамбула, змінивши Лютфі Кирдара (на посаді з 1938 по 1949 рік). Гьокай обіймав цю посаду до 26 листопада 1957 року. Він запровадив у Стамбулі контроль цін на основні продукти харчування, щоб захистити малозабезпечених жителів. У 1954 році муніципалітет Стамбула заснував компанію Migros Türk як спільне підприємство зі швейцарською компанією Migros, спочатку працюючи (як і її аналог у Швейцарії) через вантажівки для продажу. Гьокай відкрив для урбанізації територію за межами Стамбульських стін. Він також ініціював заснування близько п'ятдесяти шкіл у Стамбулі. Під час свого перебування на посаді через його невеликий зріст його прозвали «Кючюк Валі» (дослівно укр. Маленький губернатор) і зробили улюбленим персонажем карикатур. Під час заворушень у Стамбулі 6–7 вересня 1955 року його звинуватили у пасивній поведінці, а після державного перевороту 1960 року його судили військовим трибуналом у Ясіаді.
23 листопада 1957 року його було призначено послом у Швейцарії, де він служив у Берні до 2 липня 1960 року.

## Політик
На загальних виборах 1961 року Ґьокай пішов у політику, балотуючись до парламенту від «Партії нової Туреччини», і став депутатом Стамбула. В уряді Ісмета Іньоню Гьокай обіймав посаду міністра будівництва та облаштування з липня 1962 року, а потім - міністра охорони здоров'я та соціального забезпечення з 27 листопада по 25 грудня 1963 року. Він пішов з політики у 1965 році.
Гьокай помер 22 липня 1987 року у віці 87 років у Стамбулі.

## Спадщина
На його честь названо головну вулицю в районі Кадикей у Стамбулі. У Сефакьої, що в районі Кючукчекмедже в Стамбулі, є Анатолійська середня школа, названа на його честь.